# Wahlenbergia roxburghii
Wahlenbergia roxburghii, дзвіночок Роксбурга або карликове капустяне дерево, є вимерлим представником групи з чотирьох видів Wahlenbergia, колись відомих на острові Святої Єлени в південній частині Атлантичного океану. Востаннє його бачив натураліст Джон Чарльз Мелліс у 1872 році. Вільям Роксбург записав його в густих лісах на південній стороні піку Діани. Кандоль виявляє її на теренах, що оточують пік Діани та гору Галлея у густому лісі. За словами Берчелла, її можна знайти на хребті Сенді-Бей поруч з Тейлором. Цвітіння ймовірно з серпня по березень.
Ймовірно, збільшення посадки Phormium tenax на хребті призвело до остаточного зникнення Wahlenbergia roxburghii . Це приклад одного з ранніх вимирань рослин острова Святої Єлени в результаті людської діяльності, з історією, подібною до історії Acalypha rubrinervis.